# Открытый чемпионат Европы по снукеру
European Open (открытый чемпионат Европы) — профессиональный рейтинговый снукерный турнир.
До 1988 года, помимо Британии, в Европе не было крупных снукерных турниров, и WPBSA для популяризации игры решила организовать такой. Им и стал открытый чемпионат Европы. У турнира были различные спонсоры, и проводился он в основном в Бельгии вплоть до сезона 1996/97, после чего прекратил существование. Его в сетке рейтинговых турниров заменяли German Open (1995—1997), Irish Open (1998) и Malta Grand Prix (2000). В сезоне 2001/02 European Open был восстановлен как европейский рейтинговый турнир. Через три года преобразовался в Кубок Мальты, также рейтинговый турнир, однако и он прекратил своё существование после 2008 года.
Наибольших успехов на European Open добились Стивен Хендри (3 титула и 3 финала) и Джон Пэррот (3 титула и 2 финала). 
 В рамках квалификации к первому турниру Ален Робиду сделал максимальный брейк.

## Победители
| Год  | Место проведения | Чемпион          | Финалист            | Счёт | Сезон   |
| ---- | ---------------- | ---------------- | ------------------- | ---- | ------- |
| 1989 | Довиль           | Джон Пэррот      | Терри Гриффитс      | 9:8  | 1988/89 |
| 1990 | Лион             | Джон Пэррот      | Стивен Хендри       | 10:6 | 1989/90 |
| 1991 | Роттердам        | Тони Джонс       | Марк Джонстон-Аллен | 9:7  | 1990/91 |
| 1992 | Тонгерен         | Джимми Уайт      | Марк Джонстон-Аллен | 9:3  | 1991/92 |
| 1993 | Антверпен        | Стив Дэвис       | Стивен Хендри       | 10:4 | 1992/93 |
| 1993 | Антверпен        | Стивен Хендри    | Ронни О'Салливан    | 9:5  | 1993/94 |
| 1994 | Антверпен        | Стивен Хендри    | Джон Пэррот         | 9:3  | 1994/95 |
| 1996 | Валлетта         | Джон Пэррот      | Питер Эбдон         | 9:7  | 1995/96 |
| 1997 | Валлетта         | Джон Хиггинс     | Джон Пэррот         | 9:5  | 1996/97 |
| 2001 | Валлетта         | Стивен Хендри    | Джо Пэрри           | 9:2  | 2001/02 |
| 2003 | Торки            | Ронни О'Салливан | Стивен Хендри       | 9:6  | 2002/03 |
| 2004 | Портомасо        | Стивен Магуайр   | Джимми Уайт         | 9:3  | 2003/04 |